# Muizenpolder

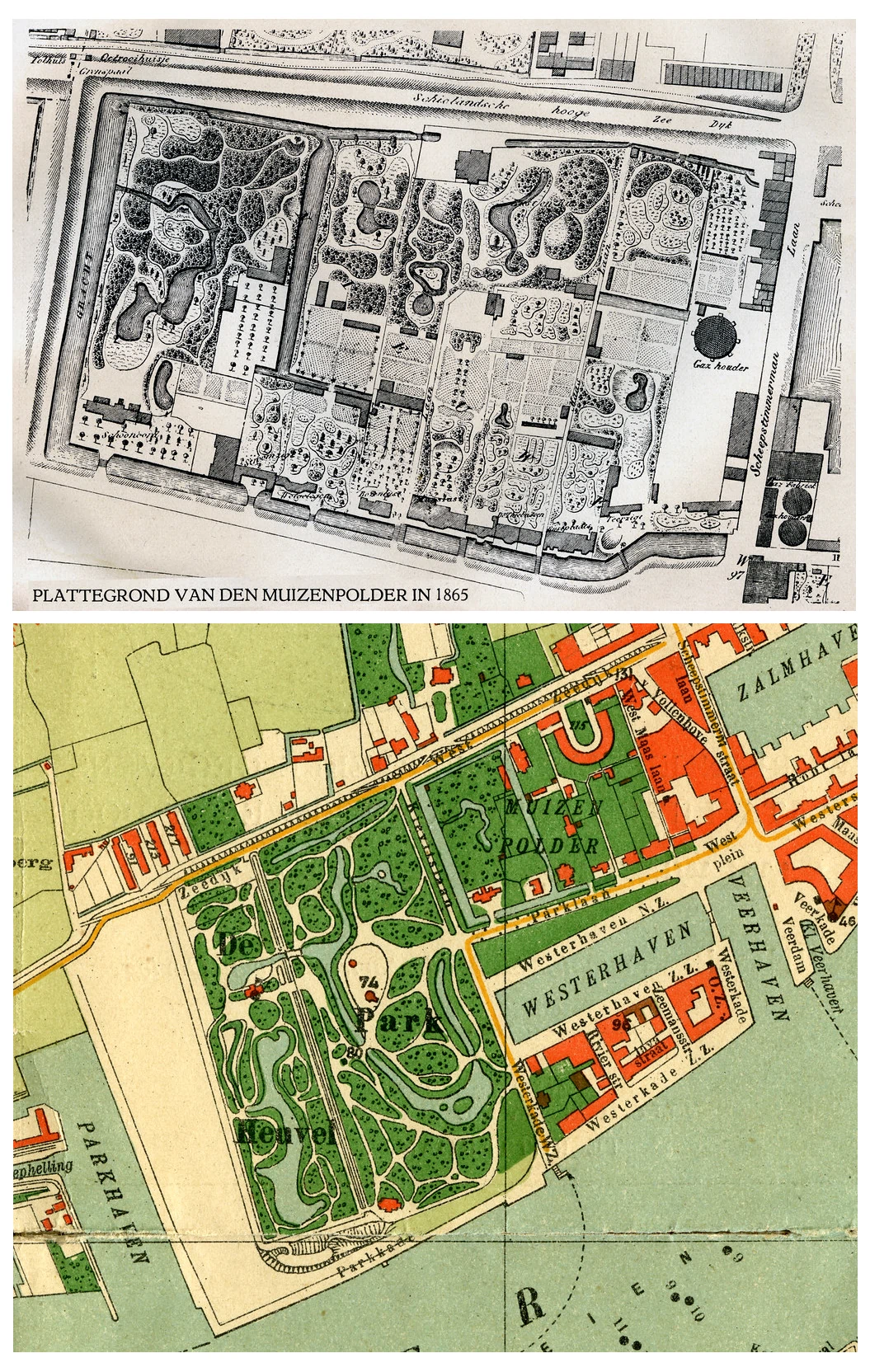
Muizenpolder in de 19e eeuw

De Muizenpolder is een polder in het Scheepvaartkwartier in Rotterdam. De Muizenpolder is een van oorsprong buitendijks gebied dat begrensd wordt door de Westzeedijk, de Scheepstimmermanslaan, het Westplein, de Parklaan en de Kievitslaan.
De noordelijke begrenzing is de Westzeedijk, een onderdeel van Schielands Hoge Zeedijk, die in de 13e eeuw werd aangelegd. Dit buitendijkse gebied was eeuwen in gebruik als weiland. In de 17e eeuw kwamen de eerste stedelijke ontwikkelingen in het Nieuwe Werk. Het gebied van de Muizenpolder werd inmiddels ook als tuinland gebruikt en in 1702 werd besloten de zomerkade uit te bouwen tot een volledige dijk en het gebied van de Muizenpolder in te polderen. In het gebied verrezen buitenplaatsen zoals Schoonoord. In de 19e eeuw werd het Scheepvaartkwartier aangelegd. Aan de oostkant werd de Scheepstimmermanslaan bebouwd en vanaf 1890 werd de zuidzijde van de Westzeedijk bebouwd en het Koningin Emmaplein aangelegd.
Aan de 18e-eeuwse buitenplaatsen herinnert nu nog het Park Schoonoord aan de westzijde van de Muizenpolder en Villa Welgelegen aan de Parklaan.